# Brezje pri Dobu
Brezje pri Dobu este o localitate din comuna Domžale, Slovenia, cu o populație de 70 de locuitori.